# Pampa (Schiff, 1906)
Die Pampa war ein 1906 in Dienst gestelltes Passagierschiff der französischen Reederei Société Générale de Transport Maritimes (SGTM), das im Passagier- und Frachtverkehr zwischen Frankreich und Südamerika eingesetzt wurde. Während des Ersten Weltkriegs diente die Pampa im Mittelmeer als Hospitalschiff, bis sie am 27. August 1918 von einem deutschen U-Boot versenkt wurde. 117 Menschen kamen dabei ums Leben.  

## Das Schiff
Das 4471 BRT große Passagier- und Frachtschiff Pampa wurde auf der Werft London & Glasgow Engineering and Iron Shipbuilding Company in Govan bei Glasgow
für die 1865 gegründete französische Reederei Société Générale des Transports Maritimes mit Sitz in Le Havre gebaut. Diese Reederei betrieb mit ihren Schiffen einen Passagier- und Frachtdienst von Marseille, dem  Heimathafen der Schiffe, vornehmlich zu algerischen Hafenstädten wie Algier, Oran und Bougie, aber auch nach Südamerika und Italien. 
Das 124,4 Meter lange und 14,4 Meter breite Schiff lief am 16. August 1906 vom Stapel und wurde im September 1906 fertiggestellt. Die Pampa hatte einen Schornstein, zwei Masten und zwei Propeller und wurde von zwei Dreifachexpansions-Dampfmaschinen angetrieben, die 531 nominale PS (nhp) leisteten und das Schiff auf 16 Knoten beschleunigen konnten. Sämtliche Kabinen der Ersten Klasse waren mit Telefonen ausgestattet. Sie war das baugleiche Schwesterschiff der ebenfalls 1906 in Dienst gestellten Formosa (4508 BRT). Am 15. November 1906 lief die Pampa unter dem Kommando von Kapitän Ravel in Marseille zu ihrer Jungfernfahrt aus.

## Einsatz im Ersten Weltkrieg
Am 18. Dezember 1916 wurde die Pampa zusammen mit zwei anderen Schiffen der SGTM, der Parana und der Mont Viso, zum Dienst als Hospitalschiff im Ersten Weltkrieg angefordert. Am 24. August 1917 befand sich die Pampa mit Truppen und Fracht an Bord in einem Geleitzug mit der Parana und der Médie von Marseille nach Thessaloniki, als die Parana am Kap Kafireas bei Euböa von dem deutschen U-Boot UC 74 versenkt wurde. Die Pampa nahm die Überlebenden der Parana an Bord und brachte sie nach Thessaloniki. Ab dem 1. Oktober 1917 war die Pampa direkt der französischen Handelsmarine unterstellt. 
Am 26. August 1918 um 13 Uhr lief die Pampa in Malta unter dem Kommando von Kapitän Joseph Goy zusammen mit fünf anderen Schiffen erneut in einem Geleitzug nach Thessaloniki aus. Der Konvoi wurde von vier Zerstörern begleitet. Das Schiff verfolgte während der gesamten Nacht einen Zickzackkurs. Am 27. August um 03:30 Uhr  wurde die Pampa 84 Seemeilen östlich von Malta von dem deutschen U-Boot UC 22 (Oberleutnant zur See Eberhard Weichold) angegriffen. Ein Torpedo schlug im vorderen Bereich der Backbordseite ein. Es wurde sofort SOS gefunkt und das Halten des Schiffs befohlen, aber die Maschinen waren durch die Detonation so beschädigt, dass sie sich nicht anhalten ließen. Außerdem fiel sofort die Beleuchtung an Bord aus. 
Es wurde umgehend mit der Evakuierung des Schiffs begonnen. Die Pampa sank etwa eine Stunde nach dem Torpedoeinschlag. 117 Menschen kamen dabei ums Leben.